# Samarkand State Medical Institute
Het Samarkand State Medical Institute (Oezbeeks: Samarqand davlat tibbiyot instituti) is de oudste medische universiteit in Centraal-Azië, die opleidingen biedt aan medisch personeel. Het instituut is gevestigd in de historische stad Samarkand, al eeuwenlang een centrum van wetenschappelijk denken en cultuur.
De geschiedenis van het Samarkand State Medical Institute gaat terug tot mei 1930, toen het Oezbeekse State Medical Institute werd opgericht door het decreet van de Raad van Volkscommissarissen van Oezbekistan nr. 80 van 7 mei.
In de loop van de jaren dat het instituut actief is, zijn meer dan 40.000 afgestudeerden opgeleid en afgestudeerd.
De rector is sinds 15 februari 2020 professor Rizaev Jasur Alimdjanovich, doctor in de medische wetenschappen.

## Bestaffing
In het Samarkand State Medical Institute voeren 712 wetenschappers en docenten wetenschappelijke en pedagogische activiteiten uit, waarvan 624 voltijds. Ze omvatten 58 professoren, 65 doktoren in de wetenschappen, 177 kandidaten in de wetenschappen, 152 universitair hoofddocenten.

## Materiaal en technische basis
Momenteel wordt het onderwijs aan de universiteit gegeven aan 9 faculteiten in 9 gebieden van het bachelordiploma:
Faculteiten
- Faculteit Algemene Geneeskunde
- Pediatrische faculteit
- Faculteit Medische Pedagogiek
- Faculteit Hogere Verpleging
- Faculteit der Tandheelkunde
- Faculteit Farmacie
- Faculteit Medische Preventie, Volksgezondheid en Medische Biologie
- Internationale faculteit
- Faculteit van postdoctoraal onderwijs

Het instituut levert de volgende bachelor opleidingen:
- Algemene geneeskunde - sinds 1930
- Pediatrisch bedrijf - sinds 1963
- Beroepsopleiding (algemene geneeskunde) - sinds 2005
- Hogere verpleegkunde - sinds 2005
- Tandheelkunde - sinds 2009
- Medische preventie - sinds 2016
- Apotheek - sinds 2018
- Biomedische zaken - sinds 2018
- Traditionele geneeskunde - sinds 2020

Sinds 2020 heeft het instituut 6 gezamenlijke onderwijsprogramma's gelanceerd en het internationale programma "MBBS"
- "Algemene geneeskunde"
- "Kindergeneeskunde"
- "Tandheelkunde"
- "Hogere verpleegkunde"
- "Klinische psychologie"
- "Management: management in de gezondheidszorg"

Het onderwijsproces aan het instituut wordt uitgevoerd in het Oezbeeks, Russisch en Engels.

## Bron van informatieformaties
Van bijzonder belang is het IRC (Information Resource Center) dat is opgericht in het Instituut, dat meer dan 300.000 gedrukte eenheden heeft. Dit zijn educatieve en educatief-methodische literatuur, wetenschappelijke andere soorten literatuur. Het IRC SamMI-fonds wordt aangevuld met de nieuwste literatuur over verschillende specialismen van de medische wetenschap, gepubliceerd door toonaangevende uitgeverijen in Rusland en andere GOS-landen.
IRC heeft een elektronische bibliotheek, die met literatuur kan worden geraadpleegd op de website https://library.sammi.uz  en @sammiarmtelegram kanaal. Elke student, inwoner van de magistratuur, klinische bewoner, student van de faculteit voor voortgezette opleiding van artsen en het onderwijzend personeel heeft toegang tot de bases. Opgemerkt moet worden dat de oprichting van het Centrum voor Innovatieve Pedagogische Technologieën, uitgerust met moderne informatiesystemen, een van de factoren is geworden bij het verbeteren van de kwaliteit van het onderwijsproces. Het gevestigde Information Technology Center biedt toegang tot de laatste informatie. Het bestaat uit 14 computerklassen en taallaboratoria, verbonden met internet en via een lokale server verbonden met de elektronische bibliotheek van het Instituut. Het helpt studenten om professionele kennis te verwerven in het kader van de International Educational Standard.

## Materiaal en technische basis
Samarkand State Medical Institute wordt voortdurend verrijkt met materiaal en technische uitrusting. In het bijzonder is het instituut uitgerust met 730 computers (allemaal verbonden met internet), in het educatieve arsenaal van het instituut zijn er 126 projectoren, 89 televisies, 5 videorecorders, 18 elektronische borden, er zijn 2 technieken voor afstandsonderwijs en 1 Pirogov's tafel. Het Instituut bekleedt een hoge positie op de ranglijst van de instellingen voor hoger onderwijs van de Republiek
In 2020 heeft het instituut de staatscertificering en accreditatie door de staatsinspectie voor kwaliteitscontrole van het onderwijs onder het kabinet van ministers van de Republiek Oezbekistan doorstaan en op 30 oktober 2020 een certificaat ontvangen voor een periode van 5 jaar.

## Medische basis
SamMI heeft een grote medische basis. Het omvat klinieken nr. 1 en nr. 2, ontworpen voor respectievelijk 375 bedden en 200 bedden en uitgerust met de nodige en moderne medische apparatuur. De klinische basis voor studenten zijn ook alle medische en diagnostische instellingen van de stad Samarkand, waar ze vervolgens industriële praktijken ondergaan.

## De internationale samenwerking
Samarkand Medical Institute neemt actief deel aan de uitvoering van projecten in het kader van subsidies van het Centrum voor Wetenschap en Technologie, Fundamenteel Onderzoek van de Academie van de Republiek Oezbekistan, en werkt ook nauw samen met buitenlandse partners. Er wordt met succes samengewerkt met vele internationale en educatieve organisaties in de VS, Duitsland, Japan, Zuid-Korea, Nederland, Spanje, Rusland, Oekraïne, Kazachstan en Kirgizië. Afgestudeerden van SamMI, na hun afstuderen aan een onderwijsinstelling, werken vruchtbaar zowel in Oezbekistan als in het buitenland in de VS, Israël, Duitsland en Rusland. De staf van het instituut onderscheidt zich door een duidelijke visie op nieuwe horizonten in de ontwikkeling van medisch onderwijs en wetenschap. De positieve veranderingen die hebben plaatsgevonden in de loop van de jaren van onafhankelijkheid in de oudste medische universiteit hebben het naar een aantal gerenommeerde onderwijsinstellingen gebracht, een leidende plaats innemen in de onderwijsruimte van het hoger onderwijs in het land. Dit geeft een krachtige impuls om het prestige van het Samarkand Medical Institute in de belangrijke kwestie van het opleiden van hooggekwalificeerde specialisten verder te versterken.